# Burgruine Velešín
Die Burgruine Velešín (deutsch Weleschin) ist die Ruine einer Höhenburg gegenüber der gleichnamigen Stadt Velešín und gehört zur Gemeinde Svatý Jan nad Malší im Okres České Budějovice in der Region Südböhmen in Tschechien. Seit 1958 ist sie ein geschütztes Kulturdenkmal. Die nächste Nachbarburg entlang der Maltsch ist Pořešín im Süden.

## Geschichte
Die königliche Burg Velešín wurde im ersten Drittel des 13. Jahrhunderts von Ottokar I. Přemysl oder dessen Sohn Wenzel I. errichtet. Přemysl Ottokar II. übergab die Burg 1265/66 dem Adligen Čéč von Budweis im Tausch für Gebiete, die er zur Gründung der Stadt Budweis und der Burg Hluboká nad Vltavou benötigte. Nach kurzer Zeit kam die Burg an einen Zweig der Markwartinger, nämlich die Herren von Michalovice, die sie 1387 an Ulrich I. von Rosenberg verkauften. Im Jahre 1423 versuchten die Hussiten vergeblich, die Burg zu erobern. In der zweiten Hälfte des 15. Jahrhunderts sank die strategische Bedeutung der Burg und sie wurde auf Befehl der Rosenberger im Jahre 1487 teilweise zerstört. Im Jahre 1541 wird sie bereits als verlassen erwähnt.